# Leatherface (film)
Leatherface je americký hororový film z roku 2017. Režie se ujali Julien Maury a Alexandre Bustillo a scénáře Seth M. Sherwood. V hlavních rolích se objevují Stephen Dorff, Vanessa Grasse, Sam Strike a Lili Taylor. Jedná se o osmý film série Texaský masakr motorovou pilou (TCM) a prequel k filmu z roku 1974 Texaský masakr motorovou pilou. Film má objasnit původ masového zabijáka známého jako Leatherface.

## Synopse
Leatherface je prequelem filmu z roku 1974 Texaský masakr motorovou pilou, který se točí kolem tajemství dospívajícího psychopata, jež je v dospělosti znám jako Leatherface. On a tři další pacienti utečou z psychiatrické léčebny a unesou sestřičku. Jim je však na stopě pomstychtivý ochránce zákona.

## Obsazení
- Stephen Dorff jako Texaský Ranger Hal Hartman[9][10]
- Vanessa Grasse jako Sestřička Lizzy[11]
- Sam Strike jako Jackson[12]
- Lili Taylor jako Verna Sawyer[13]
- James Bloor jako Ike[11][14]
- Jessica Madsen jako Clarice[15]
- Sam Coleman jako Bud[11]
- Nicole Andrews[1]
- Christopher Adamson[16]
- Finn Jones jako náměstek Sorrel[17]
- Julian Kostov jako Ted Hardesty[18]
- Dejan Angelov jako Nubbins Sawyer[18][19]
- Chris Adamson

Julian Kostov hraje Teda Hardestyho, otce Sally Hardestyové a Franklina Hardestyho z filmu Texaský masakr motorovou pilou. Ačkoli bylo jeho účinkování ve filmu krátké, původně se měl objevit v plnohodnotné scéně. Ta však byla kvůli rozpočtu vyškrtnuta.

## Produkce

### Preprodukce
Dne 13. srpna 2014 Seth M. Sherwood oznámil, že bude scenáristou filmu Leatherface. 31. října 2014 byli na post režiséra zvoleni Julien Maury Julien Maury a Alexandre Bustillo. V březnu a dubnu roku 2015 byli do hereckých rolí obsazeni Sam Strike, James Bloor, Stephen Dorff a Jessica Madsen. Hned nato, 5. května 2015, odešla kvůli konfliktu Angela Bettis a místo ní byla obsazena Lili Taylor. 6. května 2015 se k hereckému obsazení přidala také Vanessa Grasse, která ztvárnila postavu mladé sestřičky v psychiatrické léčebně.

### Natáčení
Natáčení začalo 15. května 2015 v Bulharsku. To bylo vybráno kvůli rozpočtu, neboť se tam nachází studio společnosti Millennium Films. Aby se vše přizpůsobilo období šedesátých let, ve kterém je film natočen, byla všechna vozidla předělána a poslána do lokací, kde se natáčelo. Tyto lokace byly vybrány hlavně z estetického důvodu, jelikož divoké a otevřené pole s křovinami připomínají Texas. Seth M. Sherwood přirovnal vizuální efekty filmu k filmu uměleckému. Kromě brutálních vražd předepsaných v scénáři jich bylo několik přidáno také během filmování režiséry Bustillem a Maurym, včetně vytvoření Leatherfacovi první kožené masky, přičemž ta je Sherwoodovým favoritem. Praktické efekty byly primárně využívány k zabíjení a na mrtvoly. Velká část rozpočtu byla vynaložena na vytvoření realistické kraví mršiny. Štáb využíval CGI dle potřeby, avšak v menším rozsahu než obvykle.

## Vydání
Původní premiéra filmu byla stanovena na rok 2016, avšak i přesto, že byl film dokončen, ji Lionsgate Films odložilo. Sherwood spekuloval, že by studio mohlo mít strach z nedostatečných investic, které by mohlo způsobit vydání po jiném filmu. Pro zpoždění však neměl přesné vysvětlení: "In a strange way, I started to romanticize the idea it became some legendary lost film. It would be coveted – something spoken about, something people would try to contrive some way of seeing, something that would show up on a tired unused media at a convention in 50 years."
V květnu 2017 producent Christa Campbell oznámil, že film bude vydán v říjnu roku 2017. Film byl promítán dne 25. srpna 2017 na londýnském filmovém festivalu FrightFest, po kterém následovalo vydání satelitní službou DirecTV a široká distribuce prostřednictvím VOD. Film byl také zařazen do programu na filmovém festivalu Screamfest Horror Film Festival, který se konal od 10. do 19. října v Graumenově čínském divadle.